# Rubén Ferrero
Ruben Ferrero (Buenos Aires, 29 de junio de 1963) es un pianista, compositor, director musical, docente e investigador étnico argentino, que transita géneros como la música popular, étnica, folclórica, jazz, free jazz, clásico y contemporáneo.

## Biografía
Estudió en su infancia y adolescencia con el gran maestro Pedro Sáenz (clavecinista, pianista y compositor), Fedora Aberástury, el concertista de piano Antonio De Raco, y completó sus estudios de composición y orquestación con la maestra Lita Spena. Se relacionó con el armoniquista Hugo Díaz, más tarde con la cantante Victoria Díaz (esposa de Hugo Díaz y hermana de Domingo Cura) y compuso algunas obras junto al gran músico y compositor de Brasil Hermeto Pascoal. En su infancia se inició en la pintura durante un par de años, en la vieja escuela de La Boca, bajo la mirada del gran artista Benito Quinquela Martín. Tuvo de vecino y amigo a los 11 años al gran Atahualpa Yupanqui, quien le legó el silencio del folklore. Estudió un tiempo con el pianista Miguel Ángel Rondano.
Compositor de música clásica contemporánea, Los cuartetos proféticos para cuarteto de arcos, Música para un duende bailarín, tres movimientos para chelo solista y seis preludios para flauta solista, y La ópera mediocre.
En la actualidad es fundador del Free Jazz Festival en Argentina. Desde el año 2006 compuso la obra de jazz La vida de Billie Holiday
y la performance Tango de giro ondo una obra celebrando los cien años del nacimiento del escritor y poeta Oliverio Girondo.

## Obras
Como difusor de la cultura folclórica argentina, en la Biblioteca Nacional de la Ciudad Autónoma de Buenos Aires ha celebrado homenajes a Julio Cortázar, Jorge Luis Borges, Armando Tejada Gómez y Jaime Dávalos.
También ha producido discos dedicados a estos importantes poetas argentinos. Ha incluido en sus discos obras de Hamlet Lima Quintana, Ariel Petrocelli, Daniel Toro y otros. Participan en sus conciertos artistas plásticos y poetas como Andrés Gauna (artista plástico de la provincia de Salta), Tati Lazo (poeta tucumano) y Julia Elena Dávalos (cantante) y el gran poeta tucumano Juan Carlos Martínez, con quien realiza un disco en conjunto, América raigal, un material que combina la música y la poesía.
También ha convocado a pueblos originarios aborígenes de diversas comunidades argentinas (mapuche, toba, aimara, quechua y huarpe, para realizar espectáculos y grabaciones de discos, realizando una fusión con intérpretes y músicos de diversos géneros, en busca de una sonoridad sudamericana universal, traduciendo su concepto y origen folclórico y colocándolo dentro del siglo XXI. Es descendiente directo de los indios comechingones (su abuela era princesa de una tribu). Ha realizado espectáculos de alto nivel involucrando a músicos aborigenistas, clásicos y de jazz.
Ferrero transita por otros géneros musicales, como la música clásica, popular y el tango. En Argentina se ha presentado y ha grabado junto a figuras internacionales del free jazz, como George Haslam (saxofonista barítono británico), Hill Greene (contrabajista estadounidense) y Leszek Możdżer (pianista de Polonia).
Compone y dirige en vivo la apertura musical del 18 Festival Internacional de Cine en Mar del Plata.
Su disco Homenaje a Cecil Taylor (grabado en vivo en Ciudad Autónoma de Buenos Aires en el año 2004, junto a más de 10 músicos) ha recibido elogios del propio Cecil Taylor. Sus discos Música del alma y Jazz Transpiration, lo colocan como uno de los referentes del estilo en Sudamérica. En enero de 2005 se presentó en el Festival de Jazz de Miramar (Buenos Aires). En el año 2005 grabó en São Paulo (Brasil) junto a Yedo Gibson (saxo) y Panda Gianfratti (batería), con elogios y excelentes críticas del periodismo especializado. Retornó a Inglaterra en una gira en noviembre de 2006, actuando en diversos clubes con muy buen éxito. Su estilo particular recrea desde lo étnico hasta el free jazz.
Desde el año 2007 (en ese año como asesor de la Universidad de Flores), organiza y funda el Free Jazz Festival 1.ª Edición 2007, luego continuó con la Edición 2.ª en el año 2008 y en mayo del 2009, realiza la Edición 3.ª del festival con muchos músicos locales e internacionales.
Presentó en el Centro Cultural Recoleta su obra de carácter étnico Tierra de razas, crónicas narradas acerca de la invasión, usurpación y matanzas por parte de los españoles a las culturas indígenas que habitaban en América de Sur, el nacimiento del criollo, y la mixtura de las generaciones posteriores hasta la actualidad. La presentación fue avalada por grandes artistas como Leda Valladares, Tito Alberti y Ramón Ayala, recibiendo el consenso de varios jefes de diversas comunidades aborígenes, que se presentaron en el estreno.
Sus Los cuartetos proféticos son una pequeña serie de cuatro cuartetos para cuerdas, inspirados en la escuela que dejó el compositor Alberto Ginastera. Sus propuestas dentro de la música clásica lo muestran como un precursor desenfadado e inquieto, en busca de sonoridades y actitudes que prácticamente tienden a no tomar en cuenta estilos escuchados anteriormente.
Se encuentra en la creación de varias obras, una de ellas son Los poemas apocalípticos, un trabajo poético musical que involucra un texto de la Biblia. En esta obra desarrolla el sistema de clústeres, combinados con ruido blanco, diferentes combinaciones de instrumentos (tradicionales y no tradicionales), junto a voces masculinas y femeninas.
Se estrenará en Argentina (Bs As) La ópera mediocre, compuesta junto al escritor Diego Arbit, una obra cíclica de un solo movimiento, de breve duración, que como argumento tiene la condición humana que lleva a la propia autodestrucción del planeta y de sus habitantes.
En la actualidad tiene en su haber discos propios que suman más de 30 y muchas colaboraciones de otros artistas, sumando un total aproximado de más de cuarenta discos entre propios y colaboraciones, un artista sumamente prolífico, que además organiza ciclos de música y homenajes a grandes de la música y la poesía. En la Biblioteca Nacional a pedido ha realizado los homenajes a Julio Cortázar, Jorge Luis Borges, Yupanqui, Armando Tejada Gómez, Jaime Dávalos.
Realizó el Primer Encuentro de Compositores Argentinos Contemporáneos, Guillo Espel, Manolo Juárez, Raúl Fiorino, Marcelo Delgado, donde cada compositor presentaba su obra y le contaba al público su inspiración.

## Grabaciones
- De igual a igual - Folklore (c/ Mirta Insaurralde) 1994
- Adventures Vol. I - free jazz
- Americanos - Proyección folklórica 1994
- Esencias Vol. I - Folklore-étnico 1995
- Adventures Vol. II - free jazz
- Tributos (Folklore de patio 1) 1995
- Esencias Vol. II - Folklore-étnico 1996
- Jazz en Bs. As. - con George Haslam - 1996
- Homenaje a Cecil Taylor - en vivo 1997
- Apretujando nuestra sangre - folklore 1997
- La última curda - con Hill Greene 1998
- Senda espiritual - música zen 1999
- Raíces (CD ensamble 2) colaboración/producción 2002
- Música para un duende bailarín - 2010
- Once upon a time - 2010
- Elemental humano - 2010
- Los espacios de la mano - Contemporáneo 2011
- Duetos - jazz 2011
- Folcolores - fusión 2012